# Medina malayana
Medina malayana là một loài ruồi trong họ Tachinidae.